# Catena portacavi

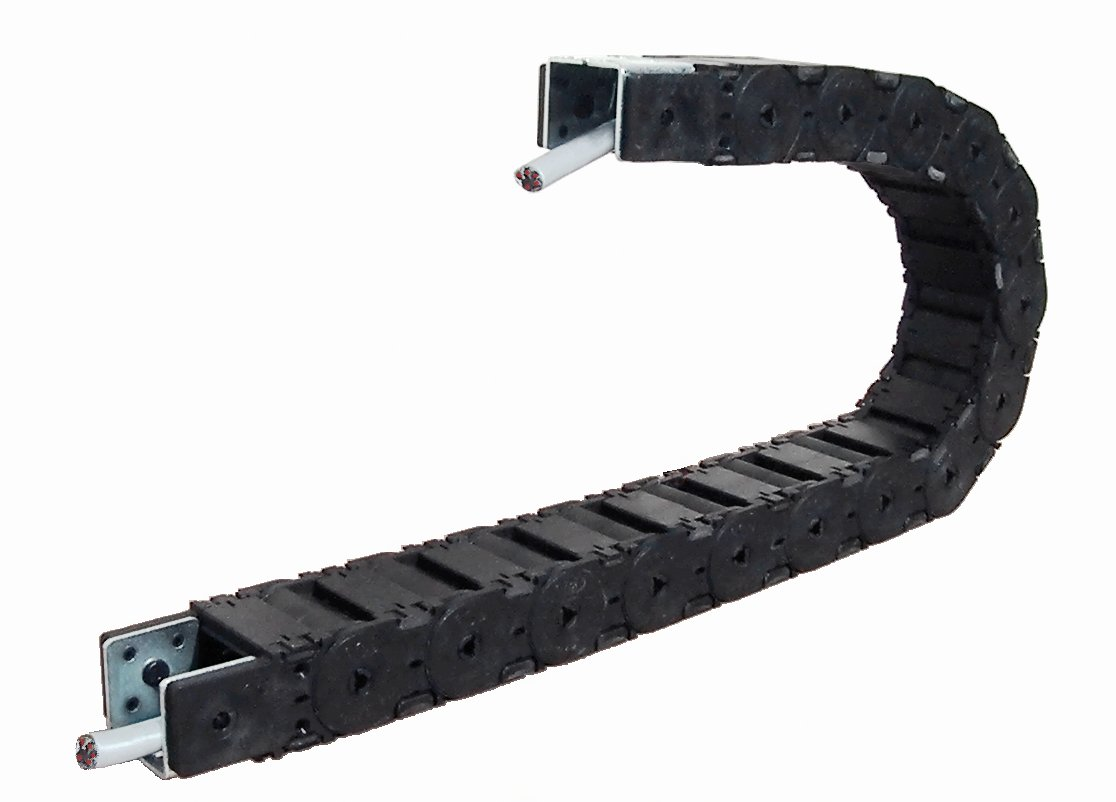
Catena portacavi in polimero

Animazione di funzionamento

Una catena portacavi è una costruzione meccanica, un componente della costruzione di macchine, che permette la protezione e la guida di flessibili, come cavi elettrici, tubazioni (idrauliche e pneumatiche). In alcune applicazioni in movimento tali flessibili sarebbero esposti alle parti in movimento stesse, senza una guida e con piegature forzate senza un raggio di curvatura. Lo standard di costruzione segue la tecnica delle catene.

## Storia
Il sistema venne sviluppato nel 1953 da Gilbert Waninger della firma Waldrich Siegen GmbH. Un anno dopo venne fondata la Kabelschlepp, che produsse catene portacavi in acciaio per grosse frese meccaniche. Dal 1969 vengono prodotte anche in materiale plastico.

## Costruzione
Vi sono diversi tipi di catena portacavo, fondamentalmente aperte o chiuse, in metallo o in polimero. Con o senza fissaggi per i flessibili che passano all'interno, in alcuni casi fissabili mediante fascette. I materiali usati sono generalmente polipropilene, poliammide. Per le catene più grandi e pesanti si usano metalli. Alcune varianti sono:
- aperta
- chiusa, per protezione
- silenziosa
- per camera bianca
- senza articolazione
- 3D, per impiego nella robotica con più gradi di libertà

## Impiego

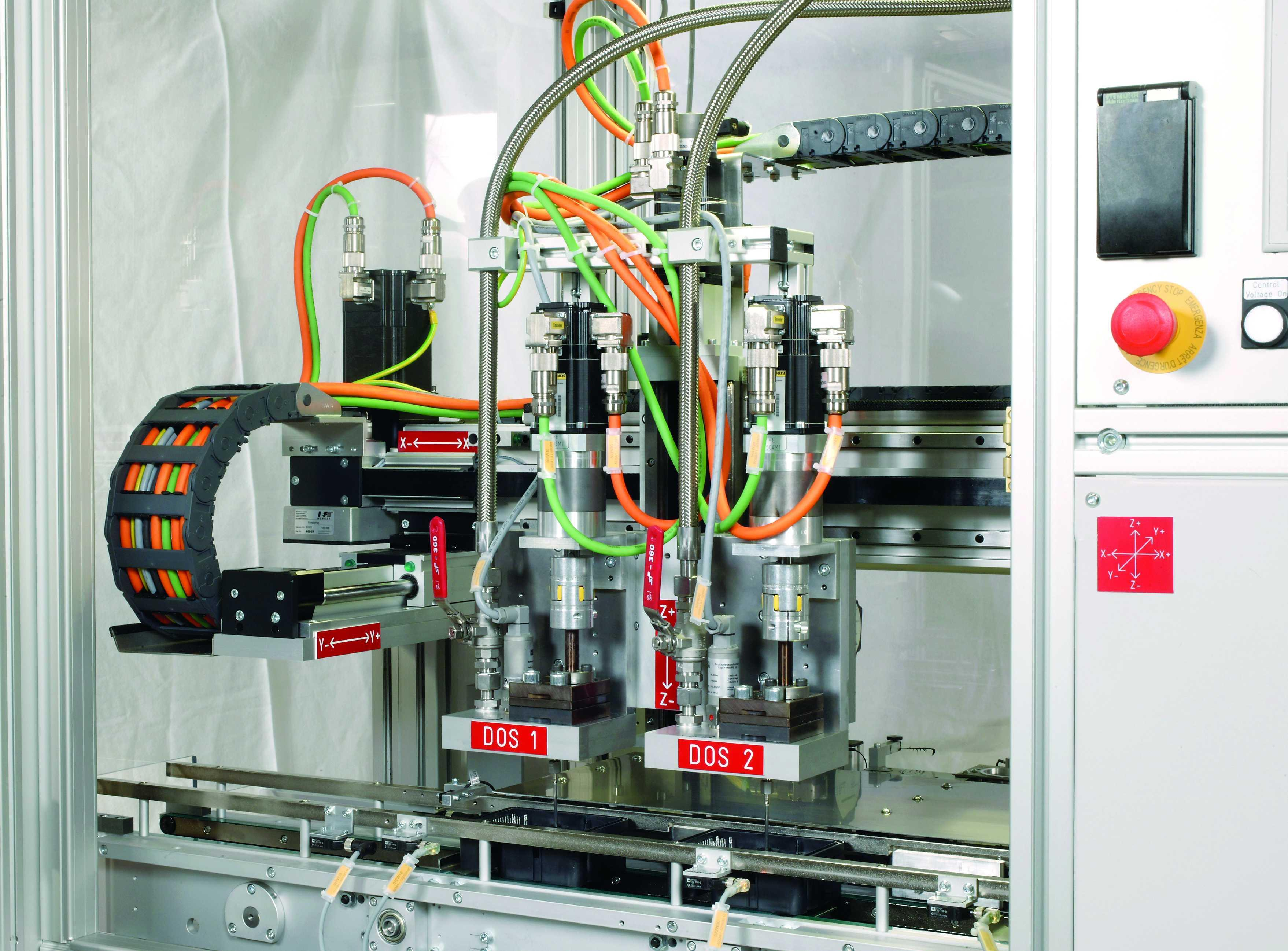
Catena portacavi aperta su una macchina

Vengono usate per guidare e proteggere cavi di potenza o di segnale, tubazioni flessibili. Ad esempio in macchine utensili, gru, magazzini automatici, nell'automazione in generale.
I produttori di catene portacavi a livello mondiale sono:  Conductix Wampfler - Brevetti Stendalto  - Kabelschlepp - Murrplastik -Igus 

## Alternative
L'energia elettrica può essere anche trasmessa mediante sistemi a contatto, come un pantografo o un collettore rotante o mediante induzione elettromagnetica.